# جرج المسلی
جرج گرنت المسلی (به انگلیسی: George Grant Elmslie) ۱۹۵۲-۱۸۷۱، معمار قرن بیستم آمریکایی بود.
او را بیشتر به خاطر سبک معماری Prairie School می‌شناسند. او با ویلیام گرگ پورسل همکار بود و مدتی نیز با لوئیس سالیوان کار کرد.